# Bateau de Riddarholm

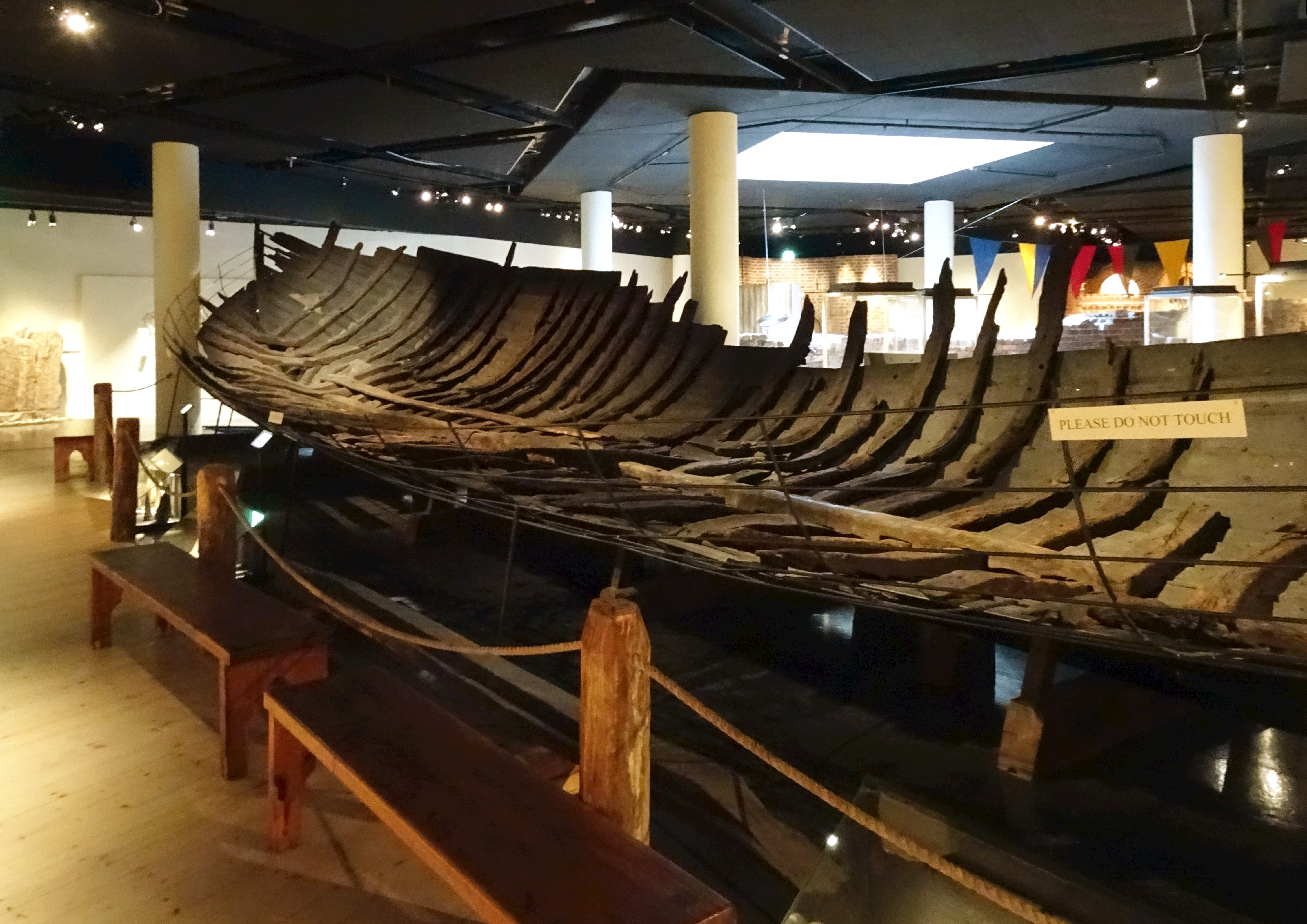
Riddarholm au Musée médiéval de Stockholm.

Le Bateau de Riddarholm (en suédois Riddarholmsskeppet) a été trouvé en 1930 lors de travaux d'excavation dans le canal de Riddarholm à Stockholm.
Cette découverte, très importante pour la ville, a été la cause directe de la fondation du Musée municipal de Stockholm (Stockholms stadsmuseum) pour recueillir tous les objets retrouvés sur le site. Aujourd'hui, le navire est exposé au Musée du Moyen Âge. 

## Découverte
Lors des travaux pour le métro, deux épaves de bateaux sont trouvées à une profondeur de 2 m sous le canal de Riddarholm. L'un d'eux est extrait et conservé. L'analyse des pollens retrouvés au niveau du bateau indique une datation entre 1420 et 1543.
Dans les années 1980, pour avoir une datation plus précise, la dendrochronologie est employée. Les arbres abattus pour sa construction seraient de la période allant de 1520 à 1527 (+/- 5 ans), mais le navire contient aussi des bois plus anciens. Au moment du naufrage il était chargé d'artefacts de l'époque dont la plupart seraient datés des années 1400.
Le navire a été construit avec la technologie des virures, une autre technique utilisée pour la construction des bateaux vikings. Une grande partie de la coque est conservée, l'ensemble de la quille est intact, mais l'arrière est détruit.
Le bateau de Riddarholm est le plus ancien exemple connu de la Scandinavie avec cette méthode de construction. Le navire, à l'origine, faisait 20 m et 5,5 m de large.
Il ressemble aux bateaux des paysans médiévaux du lac Mälar et de l'archipel de Stockholm qui arrivaient dans la ville. Il possédait un mât et une voile. Ce navire aurait été construit pour la défense maritime de Stockholm dans les années 1520. Sur celui-ci furent retrouvés trois canons (dont l'un porte les armoiries de la ville), un fusil, des boulets et des balles dans deux cuves à munitions et divers équipements (cordage, poulie, pelle....).